# Абай (город)
Аба́й (каз. Абай; до 1961 — посёлок Чурубай-Нура или Чурбай-Нура (каз. Шерубай-Нұра)) — город в Карагандинской области Казахстана. Возник как рабочий посёлок в 1949 году в связи с разработкой западных участков Карагандинского угольного бассейна. C 2002 года — центр Абайского района. Город располагается в 8 км от железнодорожной станции Карабас, в 30 км к юго-западу от Караганды. Через город проходит автомобильная трасса Караганда — Жезказган — Кызылорда, связан дорогами с Шахтинском, Саранью. У посёлка Карабас близ Абая проходит Жартасский водовод. Назван в честь Абая Кунанбаева.

## История
История современного города Абай начинается с освоения Чурубай-Нуринского района Карагандинского угольного бассейна, обладающего большими запасами высококачественных коксующихся малозольных углей, которое было начато в 1949 году. Посёлок Чурубай-Нура и первая шахта 6/7 строилась с использованием труда заключённых Карлага, которых возили ежедневно из лагерей Карабаса и Долинки. Позднее в Чурбай-Нуре было лаготделение Песчанлага. Л. Я. Соостер, жена художника Юло Соостера, вспоминает женский лагпункт Чурбай-нуринского отделения Песчанлага.

 Громадный лагерь, тысячи на две — ни одного деревца, нещадное солнце и полное отсутствие воды. Что-то вроде Лысой горы.
В женском лагпункте действовал театр, художественным руководителем которого была Герда Мурре — певица, примадонна Таллиннского театра «Эстония». Драму вела Марина Лебедева — дочь известного в то время актёра из Малого театра. Были и два художника: Керти Ноорт — финка, и Оля Пшенорская из Львова; Лида Музалевская — заведующая костюмерной; виртуозная акробатка Жанна Анупанова — звезда эстрадных программ. В мужском лагпункте зиму и начало весны 1951 года находился в будущем известный историк Л. Н. Гумилёв.
Уже в 1950 году были построены одноэтажные дома барачного типа для вольнонаёмных в новом населённом пункте Чурубай-Нура.
В первые годы освоения Чурубай-Нуринского угольного месторождения возникли населённые пункты Караган, Кзыл, Вольный, Новодолинка. Они начали развиваться как пришахтные поселения. Посёлки застраивались одноэтажными домами из дерева и самана без плана, в основном индивидуальными застройщиками. Посёлок Караган объединил три жилых образования: Северный Караган, Южный Караган, Новый Караган, которые находились южнее и юго-западнее города Абая, примыкая к шахте «Топарская». На Новом Карагане была также расположена зона для заключённых, которые строили шахту «Топарскую».
С 1949 года по 1957 год использовался труд заключённых Карлага и Песчанлага на строительстве посёлка Чурубай-Нура, будущего города Абай. До 1957 года ими были построены двухэтажные дома первых кварталов города Абая — 31, 32, 26, 27, 28. Там, где проходит сегодня улица Карла Маркса, от начала её до конца, была проложена железнодорожная ветка, по которой доставляли строительные материалы. Кварталы, где работали заключённые, были обнесены колючей проволокой, стояли сторожевые вышки.
В 1954 году Чурубай-Нура получил статус посёлка городского типа.
В 1956 году в посёлок Черубай-Нура прибыла большая группа строителей. Первостроитель города Наталья Степановна Музычук, приехавшая из Украины, так вспоминает те далёкие годы:
В областном городе Ровно была сформирована группа и мы, молодые девушки и парни с Украины направились в Казахстан. Ехали до Караганды семь суток, поезд был оформлен лозунгами и транспарантами, ехали с музыкой и песнями.
Первостроители прибыли в Караганду 30 июня 1956 года, в тот же день приехали в маленький шахтёрский посёлок Чурубай-Нура. В комнатах отремонтированного общежития (помещение барака, где жили заключённые) их встречали букеты полевых цветов и приветственные записки от учеников средней школы (ныне абайская школа № 12).
Из воспоминаний первостроительницы города Натальи Степановны Музычук:
Инструктором производственного обучения был Николайчук Николай Андреевич. К осени 1956 года нас распределили по бригадам, и я начала трудиться в бригаде Блиоха Вальдемара Эдуардовича. Первый дом, который строили в пос.Чурубай-Нура был дом №10 по ул. Стадионной (ныне Курчатова), строили также дома и магазины по улице Первомайской (Абая), Стадионной, Энгельса, школу №3 (спортивная школа), Дом культуры горняков и др. Наша бригада работала и в г. Сарани, пос. Ново-Долинка, пос. Тентек (гор. Шахтинск).
1961 год занимает особое место в истории посёлка Чурубай-Нуры. На основании Указа Президиума Верховного Совета КазССР от 15 августа 1961 года на базе рабочего посёлка Чурубай-Нура был образован город Абай, а Чурубай-Нуринский поселковый Совет депутатов прекратил своё существование.

## Экономика и промышленность
Добыча угля (до начала перестройки в городе было 4 угольных шахты: № 4 «Чурубай-Нуринская» (Шерубайнуринская), № 1 «Топарская», № 9 им. Калинина и № 6/7 «Абайская», когда-то была и «Долинская», но потом она отошла к другому району) и известняка. Деревообрабатывающий и домостроительный комбинаты. ЦОФ «Восточная», Абайская швейная фабрика (АШФ), горпромкомбинат, з-д железобетонных изделий, ремонтно-механический завод, хлебозавод, шахтостроительные управления № 8 и № 3 треста «Карагандауглестрой», пассажирское и 2 грузовых автотранспорт.
Основные виды продукции: уголь, угольный концентрат, швейные изделия, сборный железобетон, хлебобулочные изделия, сельскохозяйственные сцепки СП—16, СГ—21, гидроподъёмник автомашин ГУАР—15Н. Крупная Карагандинская ГРЭС-2 в посёлке Топар. Горный техникум и вечерний энергостроительный техникум.

## Население
| Численность населения города Абай | Численность населения города Абай | Численность населения города Абай | Численность населения города Абай | Численность населения города Абай | Численность населения города Абай | Численность населения города Абай | Численность населения города Абай | Численность населения города Абай | Численность населения города Абай |
| 1959                              | 1970                              | 1979                              | 1989                              | 1991                              | 1999                              | 2004                              | 2005                              | 2006                              | 2007                              |
| --------------------------------- | --------------------------------- | --------------------------------- | --------------------------------- | --------------------------------- | --------------------------------- | --------------------------------- | --------------------------------- | --------------------------------- | --------------------------------- |
| 17 867                            | ↗34 245                           | ↗39 387                           | ↗46 533                           | ↗47 300                           | ↘32 960                           | ↘28 332                           | ↘27 957                           | ↘27 567                           | ↗27 571                           |
| 2008                              | 2009                              | 2010                              | 2011                              | 2012                              | 2013                              | 2014                              | 2015                              | 2016                              | 2017                              |
| ↗27 756                           | ↘25 550                           | ↗25 717                           | ↗25 907                           | ↗26 447                           | ↗27 193                           | ↗27 890                           | ↗28 228                           | ↗28 486                           | ↘28 304                           |
| 2018                              | 2019                              |                                   |                                   |                                   |                                   |                                   |                                   |                                   |                                   |
| ↘28 244                           | ↗28 363                           |                                   |                                   |                                   |                                   |                                   |                                   |                                   |                                   |

Национальный состав (включая населённые пункты, подчинённые городской администрации; на начало 2019 года):
- русские — 23 587 чел. (40,20 %)
- казахи — 23 195 чел. (39,53 %)
- украинцы — 3168 чел. (5,40 %)
- татары — 2155 чел. (3,67 %)
- немцы — 1981 чел. (3,38 %)
- белорусы — 1047 чел. (1,78 %)
- башкиры — 471 чел. (0,80 %)
- азербайджанцы — 442 чел. (0,75 %)
- чеченцы — 424 чел. (0,72 %)
- корейцы — 293 чел. (0,50 %)
- узбеки — 228 чел. (0,39 %)
- поляки — 199 чел. (0,34 %)
- литовцы — 159 чел. (0,27 %)
- молдаване — 157 чел. (0,27 %)
- чуваши — 121 чел. (0,21 %)
- мордва — 100 чел. (0,17 %)
- греки — 23 чел. (0,04 %)
- и другие — 923 чел. (1,57 %)
- всего — 58 673 жителей.

Сложная социально-экономическая ситуация повлекла за собой закрытие шахт и других градообразующих промышленных предприятий, служивших основой финансовой стабильности города. В итоге численность населения г. Абай, которая в 1989 г. составляла 46 533 человек, к 2005 г. снизилась до 27 957 человек.
Власти обратили внимание на проблемы города и в 2008—2009 годах была принята программа, включающая благоустройство мест отдыха, дворовых территорий, восстановления освещения и дорог, замена сетей центрального водоснабжения.

## Религия
- Центральная мечеть города Абай[16].
- Православный Храм в честь иконы Божией Матери «Всех скорбящих Радость»[17].
- Католический Приход Благовещения Господня[18].
- Дом молитвы всех народов.
- Церковь «Новая Жизнь».

## Акимы
С августа 2014 — июнь 2017 акимом Абайского района был Шайдаров Серик Жаманкулович.
С 25 декабря 2017 — 28 декабря 2022 года акимом Абайского района был Бауржан Асанов.
18 январь 2023 года акимом Абайского района назначан Сабит Оспанов.

## Сейсмологическая ситуация
Абай стал эпицентром землетрясения магнитудой 5,8 баллов на глубине 40 км, которое произошло 21 июня 2014 года в 12 часов 32 минуты 04 секунды по местному времени. Сила толчков на поверхности достигала 4 баллов. При этом в целом район является сейсмоспокойным.

## Галерея

Фотографии города Абай
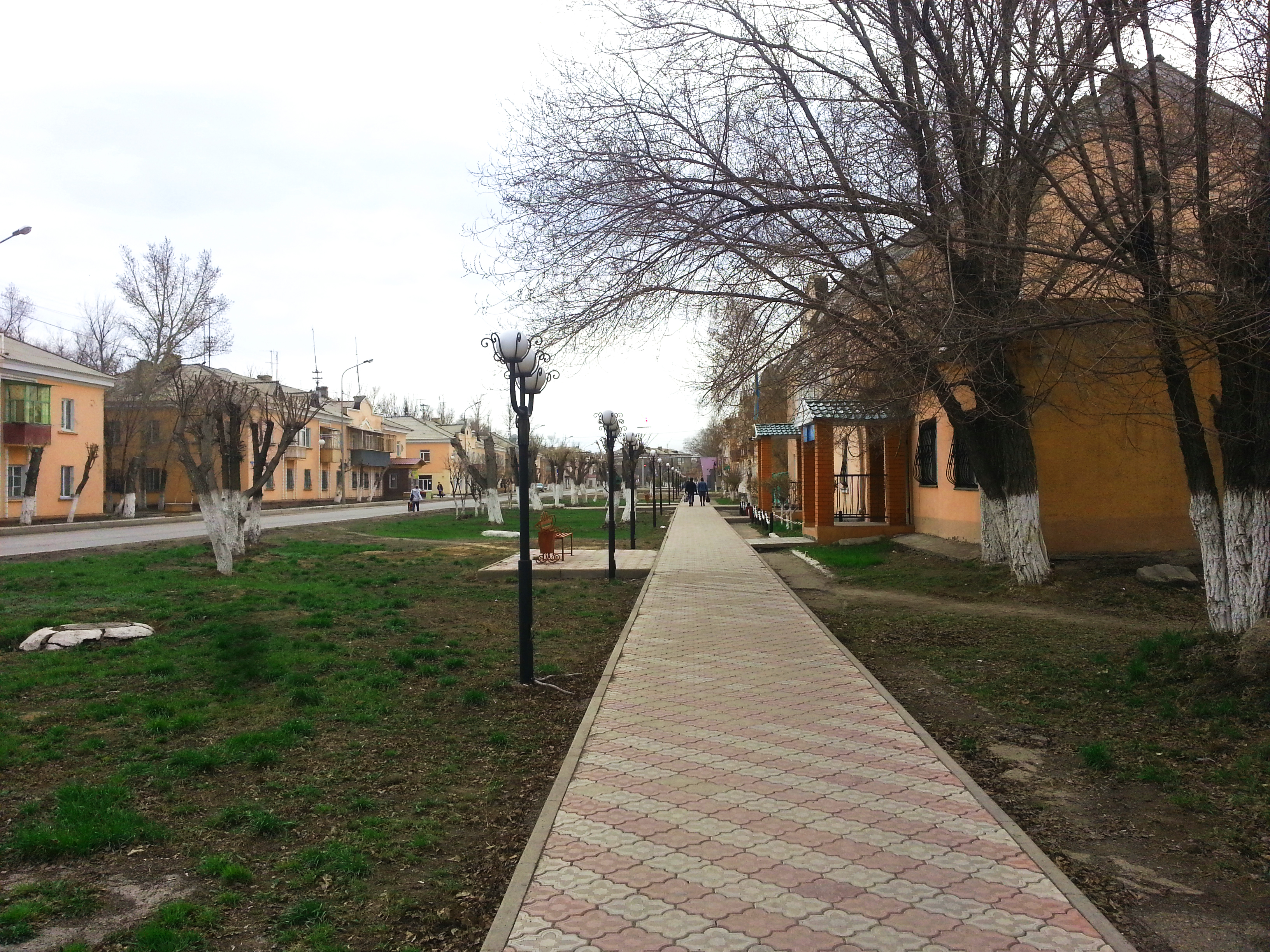
Аллея
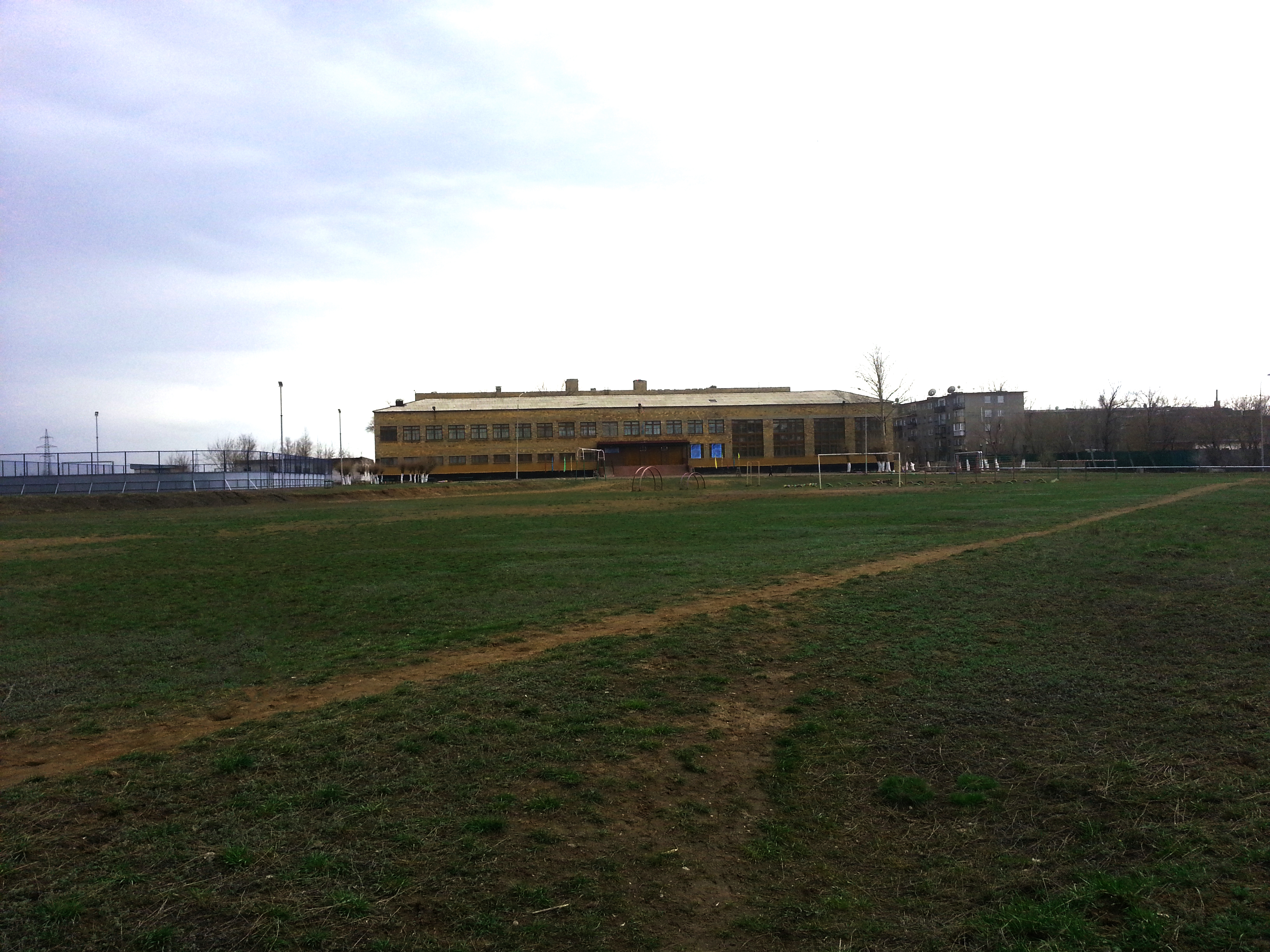
Школа-гимназия № 10
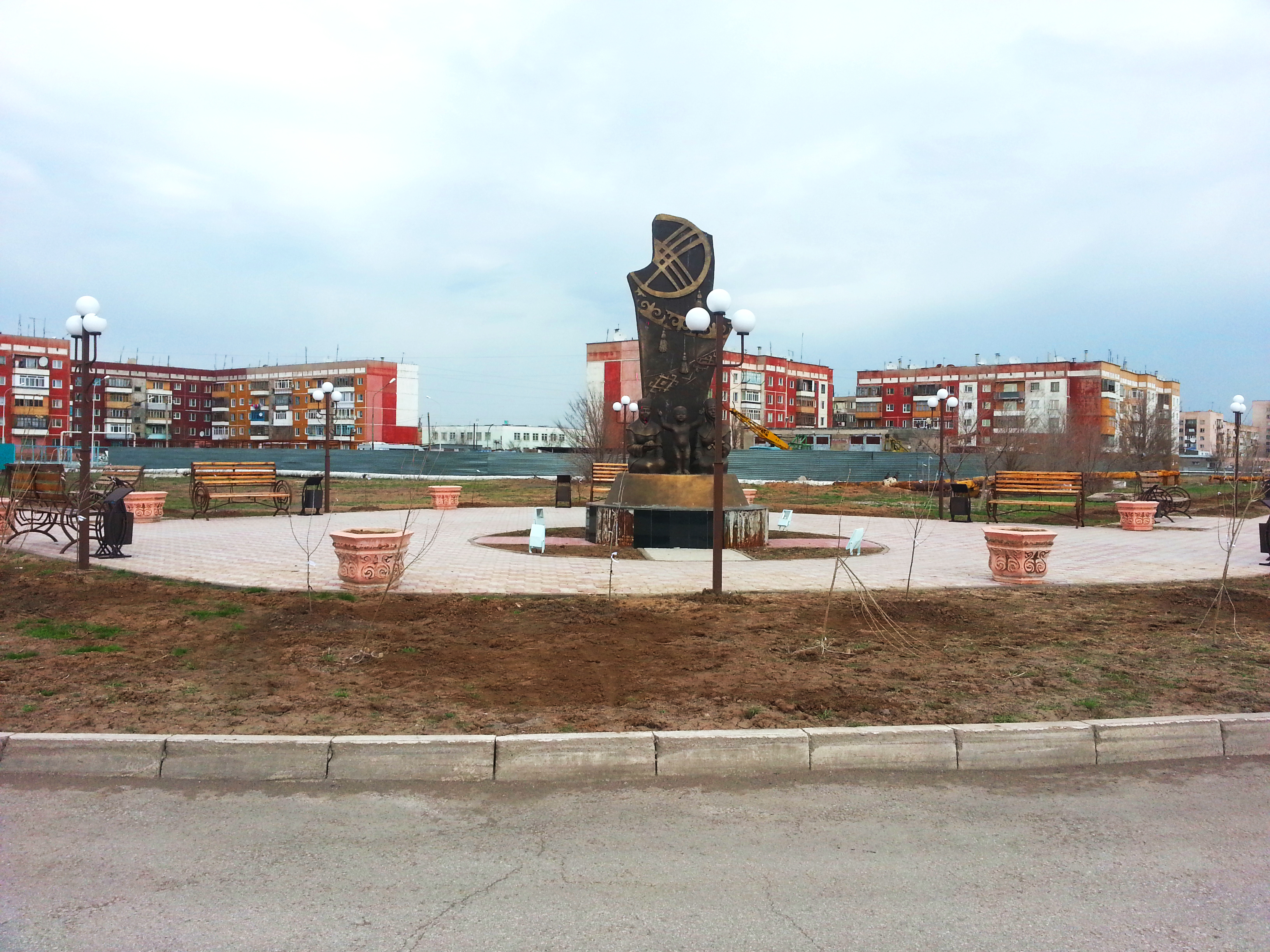
У мечети
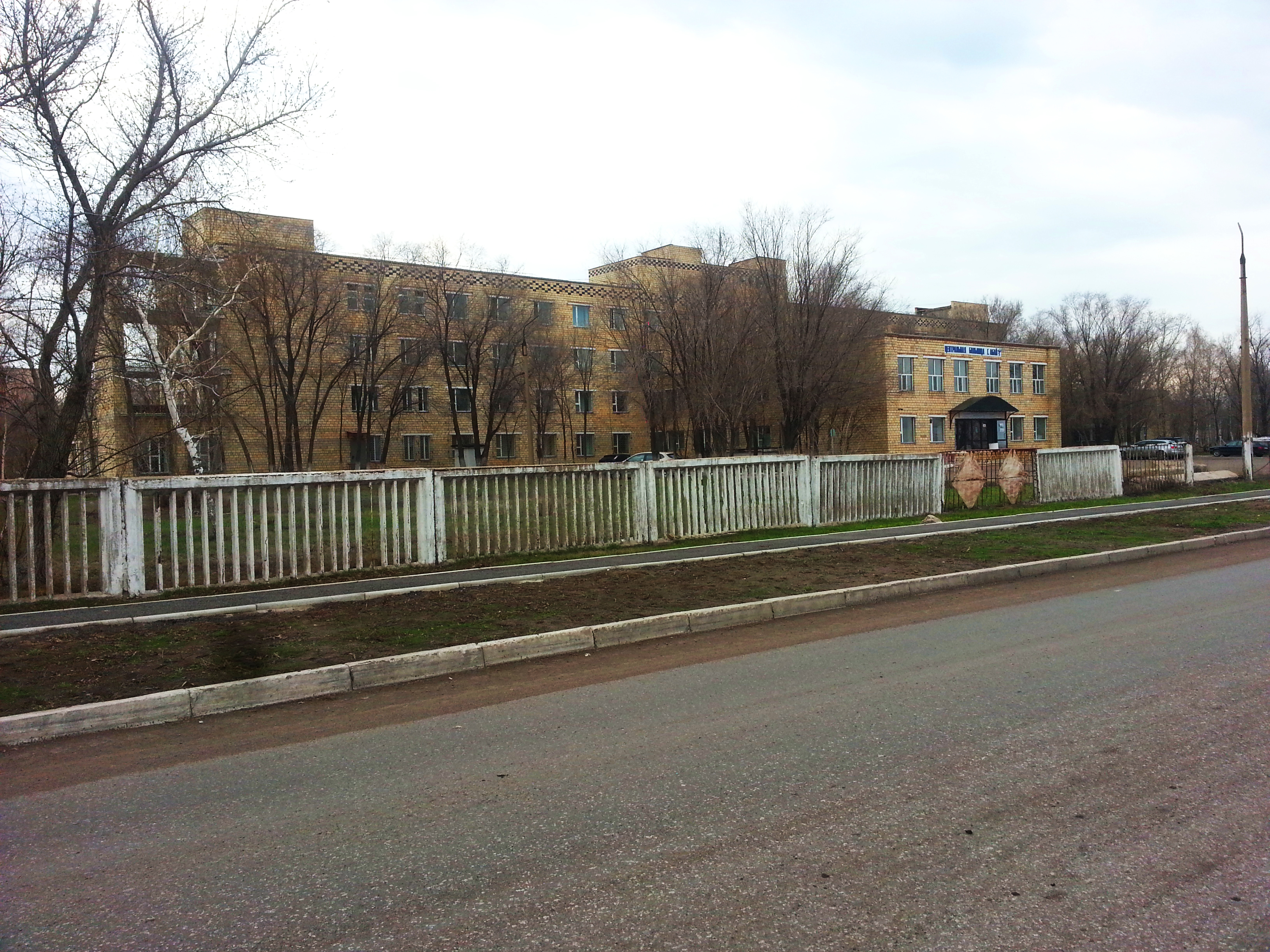
Городская больница